# 京都大学短歌会
京都大学短歌会（きょうとだいがくたんかかい）は、京都大学の学生が中心になって創設した短歌会である。「京大短歌」とも呼ばれる。京都大学に限らず関西の各大学から部員が集まる。
現顧問は短歌会OBで京都大学教授の島田幸典（政治学者、歌人）。前顧問はOBで京都大学名誉教授の永田和宏（細胞生物学者、歌人）。塔短歌会との関係が深い。

## 主な出身者
- 安森敏隆（1942年生）
- 永田和宏（1947年生）
- 花山多佳子（1948年生）
- 栗木京子（1954年生）
- 林和清（1962年生）
- 前田康子（1966年生）
- 吉川宏志（1969年生）
- 梅内美華子（1970年生）
- 島田幸典（1972年生）
- 永田淳（1973年生）
- 棚木恒寿（1974年生）
- 永田紅（1975年生）
- 黒瀬珂瀾（1977年生）
- 澤村斉美（1979年生）
- 光森裕樹（1979年生）
- 土岐友浩（1982年生）
- 吉岡太朗（1986年生）
- 笠木拓（1987年生）
- 吉田竜宇（1987年生）
- 大森静佳（1989年生）
- 藪内亮輔（1989年生）
- 廣野翔一（1991年生）
- 榊原紘（1992年生）
- 阿波野巧也（1993年生）